# Mat, dryck, man, kvinna
Mat, dryck, man, kvinna (kinesiska: 飲食男女, pinyin: Yǐn shí nán nǚ) är en taiwanesisk film från 1994 regisserad av Ang Lee. De ledande rollerna spelas av Sihung Lung, Yu-wen Wang, Chien-lien Wu och Kuei-mei Yang. Den var nominerad till en Oscar för bästa utländska film vid Oscarsgalan 1995.
Titeln är ett citat ur den antika skriften Ritsamlingen (礼记, Liji)："Dryck, mat [sic], man, kvinna, där finns människans stora begär" (飲食男女，人之大欲存焉, Yin shi nan nü, ren zhi da yu cun yan). 
Filmen, ett familje- och relationsdrama med komiska inslag som utspelar sig i Taipei, var den första Lee gjorde i Taiwan och den avslutande i den löst ihophållna trilogin som började med Pushing hands (1992) och Bröllopsfesten (1993.

## Rollista, urval
- Chu, pensionerad kock = Sihung Lung
- Chu Jia-Jen, äldsta dottern = Kuei-Mei Yang
- Chu Jia-Chien, andra dottern = Chien-lien Wu
- Chu Jia-Ning, yngsta dottern = Yu-Wen Wang
- Jin-Rong, en granne = Sylvia Chang
- Li Kai = Winston Chao
- Guo Lun = Chao-jung Chen
- Fru Liang, Jin-Rongs mor = Ah Lei Gua
- Lao Wen, Chus vän = Jui Wang